# Christophe Masson
Pour les articles homonymes, voir Masson.
Christophe Masson (né le 6 septembre 1985 à Saint-Omer) est un coureur cycliste français.

## Biographie
Christophe Masson débute en cyclisme au CC Isbergues Molinghem, puis passe par le pôle de Wasquehal et le Vélo-Club de Roubaix. Il n'est pas conservé par ce club lorsque celui-ci crée son équipe professionnelle en 2007. 
Christophe Masson est alors engagé par l'équipe continentale luxembourgeoise Differdange. Avec celle-ci, il est notamment sixième du Tour de Taïwan. Déçu par la faiblesse du calendrier de courses de l'équipe, il arrête la compétition en juin 2008 et reprend une formation professionnelle.
En 2012, il reprend une licence de troisième catégorie au CC Isbergues Molinghem. Il remporte sept courses durant le premier semestre de cette année, dont le championnat de Nord-Pas-de-Calais des 2e catégorie. Il termine la saison en première catégorie et est recruté par l'EC Raismes Petite-Forêt pour 2013.
En juillet 2016, Christophe Masson est engagé par l'équipe continentale belge Veraclassic-Ago. Il fait ses débuts sous son nouveau maillot au Grand Prix Pino Cerami, dont il prend la 23e place. Sous les couleurs de l'équipe de Geoffrey Coupé, il se classe notamment sixième de l'UAE Cup, quatorzième du Prix national de clôture ou encore quatrième de la kermesse professionnelle de Erpe. 
À l'issue de cette période, il se voit proposer un contrat pour 2017 au sein de l'équipe continentale professionnelle WB-Veranclassic-Aqua Protect. Il s'illustre durant les premiers mois de l'année en participant à des échappées au Grand Prix E3, à Gand-Wevelgem, au Grand Prix de l'Escaut et à la Flèche brabançonne. À l'issue de cette saison, il est conservé par son équipe.

## Palmarès
- 2005
  - 3e de l'Internatie Reningelst
  - 3e de Paris-Rouen
- 2006
  - 2e du Prix de Saint-Souplet
- 2012
  - Critérium de Raismes
- 2014
  - Nocturne Brignolaise
  - Grand Prix du Rayon Aubersois
- 2015
  - Grand Prix José Falcao
  - Prix de Chocques
  - Grand Prix de Marles-les-Mines
- 2016
  - 5e étape des Six Jours de la Martinique
  - Prix de Montataire
  - Boucles Nationales du Printemps

## Classements mondiaux
| Année           | 2007 | 2008 | 2009 | 2010 | 2011 | 2012 | 2013 | 2014 | 2015 | 2016   | 2017   |
| --------------- | ---- | ---- | ---- | ---- | ---- | ---- | ---- | ---- | ---- | ------ | ------ |
| UCI Asia Tour   | 173e |      |      |      |      |      |      |      |      |        |        |
| UCI Europe Tour |      |      |      |      |      |      |      |      | 998e | 1 150e | 1 230e |